# Ron Greener
Ronald „Ron“ Greener (* 31. Januar 1934 in Easington (County Durham); † 19. Oktober 2015 in Darlington) war ein englischer Fußballspieler.

## Karriere
In seiner Jugend spielte er beim FC Barnsley und wechselte später zum Easington Colliery AFC als professioneller Fußballspieler.
1952 wechselte er zu Newcastle United und gab sein Debüt am 3. Oktober 1953 bei der 2:0-Heimniederlage gegen Charlton Athletic. Danach spielte er nur noch zweimal für Newcastle.
Nach drei Jahren wechselte er zum FC Darlington, wo er den Großteil seiner Karriere verbrachte und mit 490 Pflichtspielen noch heute Rekordspieler ist.
Am Ende seiner Karriere wechselte er für zwei Jahre zum FC Stockton.

## Trivia
Er verweigerte den Wehrdienst und arbeitete als Schmied.
Ihm zu Ehren wurde der Konferenzraum in der Darlington Arena nach ihm benannt.